# Andels-Kartoffelmelsfabrikken Danmark
Andels-Kartoffelmelsfabrikken Danmark a.m.b.a. (AKD) er en dansk kartoffelmelsproducent med kartoffelmelsfabrikker i Brande og Toftlund.
Fabrikken er ejet af 600 andelshavende kartoffelavlere. Der er ca. 77 fuldtidsstillinger. I 2022 blev fabrikken i Toftlund fusioneret med fabrikken i Brande. Virksomheden videresælger kartoffelmelet til Kartoffelmelcentralen.